# 馬頭観音

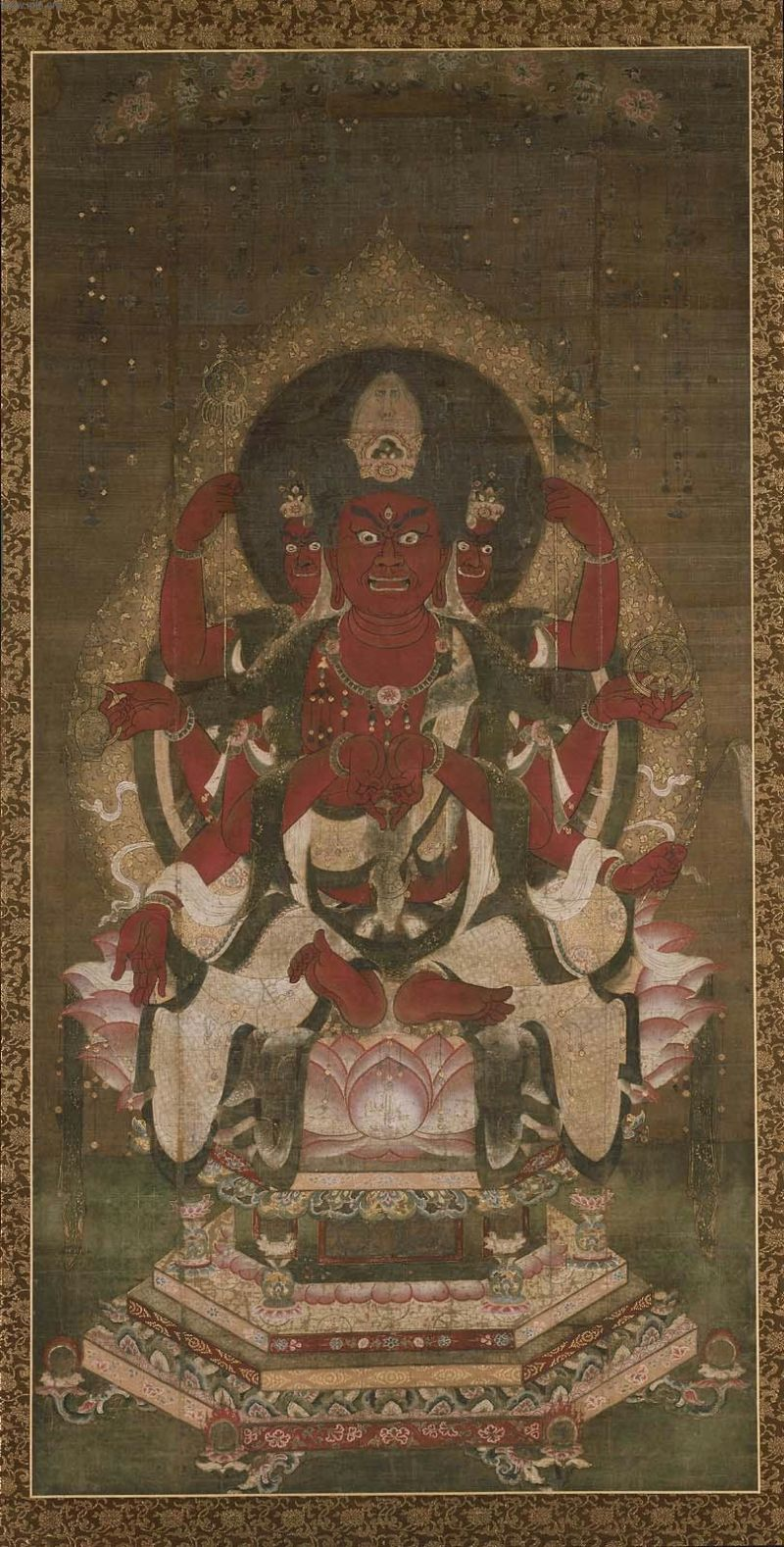
馬頭観音（平安時代、ボストン美術館所蔵）

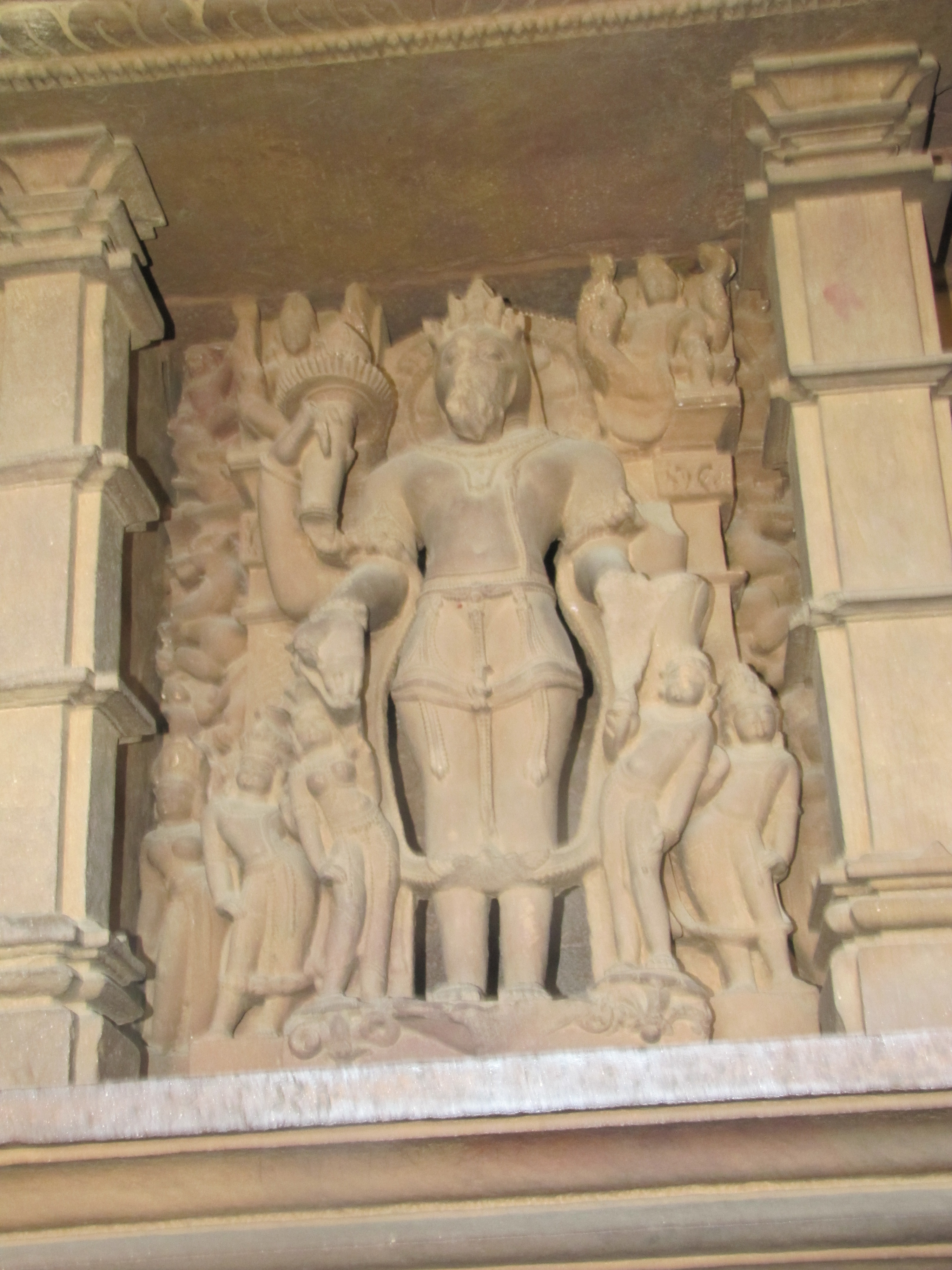
ハヤグリーヴァの彫像（インド、カジュラーホー）

馬頭観音（ばとうかんのん、梵: हयग्रीव、hayagrīva、ハヤグリーヴァ）は、仏教における信仰対象である菩薩の一尊。観音菩薩の変化身（へんげしん）の1つであり、いわゆる「六観音」の一尊にも数えられている。観音としては珍しい忿怒の姿をとる。

## 概要
梵名のハヤグリーヴァは「馬の首」の意である。これはヒンドゥー教では最高神ヴィシュヌの異名でもあり、馬頭観音の成立におけるその影響が指摘されている。
他にも「馬頭明王」、「大持力明王」など様々な呼称がある。衆生の無智・煩悩を排除し、諸悪を毀壊する菩薩である。「師子無畏観音」ともいう。
他の観音が女性的で穏やかな表情で表されるのに対し、一般に馬頭観音のみは目尻を吊り上げ、怒髪天を衝き、牙を剥き出した憤怒（ふんぬ）相である。このため、密教では「馬頭明王」と呼ばれて仏の五部で蓮華部の教令輪身（きょうりょうりんじん）であり、すべての観音の憤怒身ともされる。それゆえ柔和相の観音の菩薩部ではなく、憤怒相の守護尊として明王（みょうおう）部に分類されることもある。
また「馬頭」という名称から、民間信仰では馬の守護仏としても祀られる。さらには、馬のみならずあらゆる畜生類を救う観音ともされていて、『六字経』を典拠とし、呪詛を鎮めて六道輪廻の衆生を救済するとも言われる「六観音」においては、畜生道を化益する観音とされる。
馬頭観音の柔和相は『覚禅鈔』に初出して、四面二臂の異相の馬頭観音であり、この姿は『陀羅尼集経』に説くところと一致している。いわゆる柔和相の馬頭観音として有名なものには福井県・中山寺の「馬頭観音像」（三面八臂）や、滋賀県・横山神社の「馬頭観音立像」（三面八臂）があり、憤怒相と柔和相の両面を持つものとしては栃木県日光市・輪王寺の「馬頭観音像」（三面八臂）も知られている。神奈川県南足柄市内山の石仏（通称「赤観音」）は、一面二臂の柔和相の馬頭観音である。異相として、千葉県多古町・蓮華堂の「馬頭観音像」は、化仏としての阿弥陀仏を頭上に戴き、馬頭はなく、一面八臂の柔和相で白馬に乗った姿である。
馬頭観音の石仏については、馬頭の名称から身近な生活の中の「馬」に結び付けられ、近世以降、民間信仰に支えられて数多くのものが残されている。また、それらは「山の神」や「駒形神社」、「金精様」とも結びついて、日本独自の馬頭観音への信仰や造形を生み出した。

## 像容

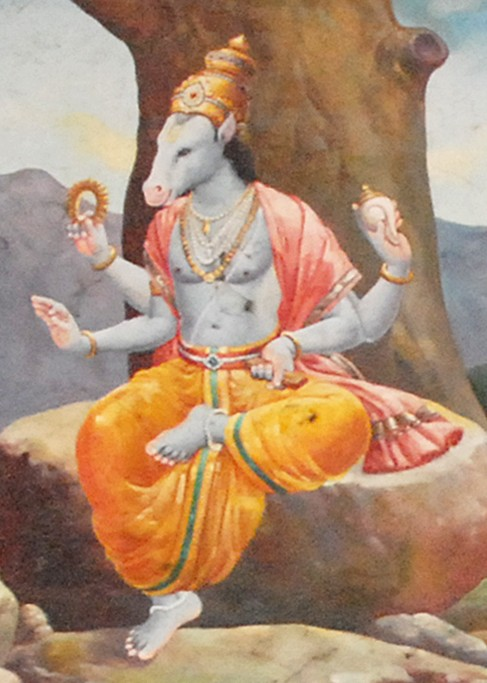
インド神話のハヤグリーヴァ

経典によっては馬頭人身の像容等も説かれ、胎蔵界曼荼羅にも描かれるが、日本での仏像の造形例はほとんどなく、わずかに東京都練馬区の本壽院と、神奈川県横浜市西区の萬徳寺に作例が知られる。立像のほうが多いが、坐像でも少なからず造像される。頭上に馬頭を戴き、胸前では馬の口を模した「根本馬口印」という印相を示す。剣や斧、棒などを持ち、また、蓮華のつぼみを持つ例もある。剣は八本の腕のある像に多い。また、騎馬姿の像も存在し、馬に跨るか、馬上で結跏趺坐する(馬の背に直接、または馬上の蓮華座上に座す)姿で造像される。これは房総地域に特に多いが、愛知県岡崎市の無量寺(三河善光寺)や、鹿児島県日置市の妙円寺旧境内地の石仏など、作例は他地域にも散見される。
石川県・豊財院の木造立像や、福井県・馬居寺（まごじ）の木造坐像は平安時代の後半にまで遡る作例である。また、福岡・観世音寺の木造立像は高さ5メートルに及ぶ大作で、日本の馬頭観音像の代表例と言える。京都・浄瑠璃寺の木造立像は、鎌倉時代の南都仏師らの手になる作例である。

## チベット仏教

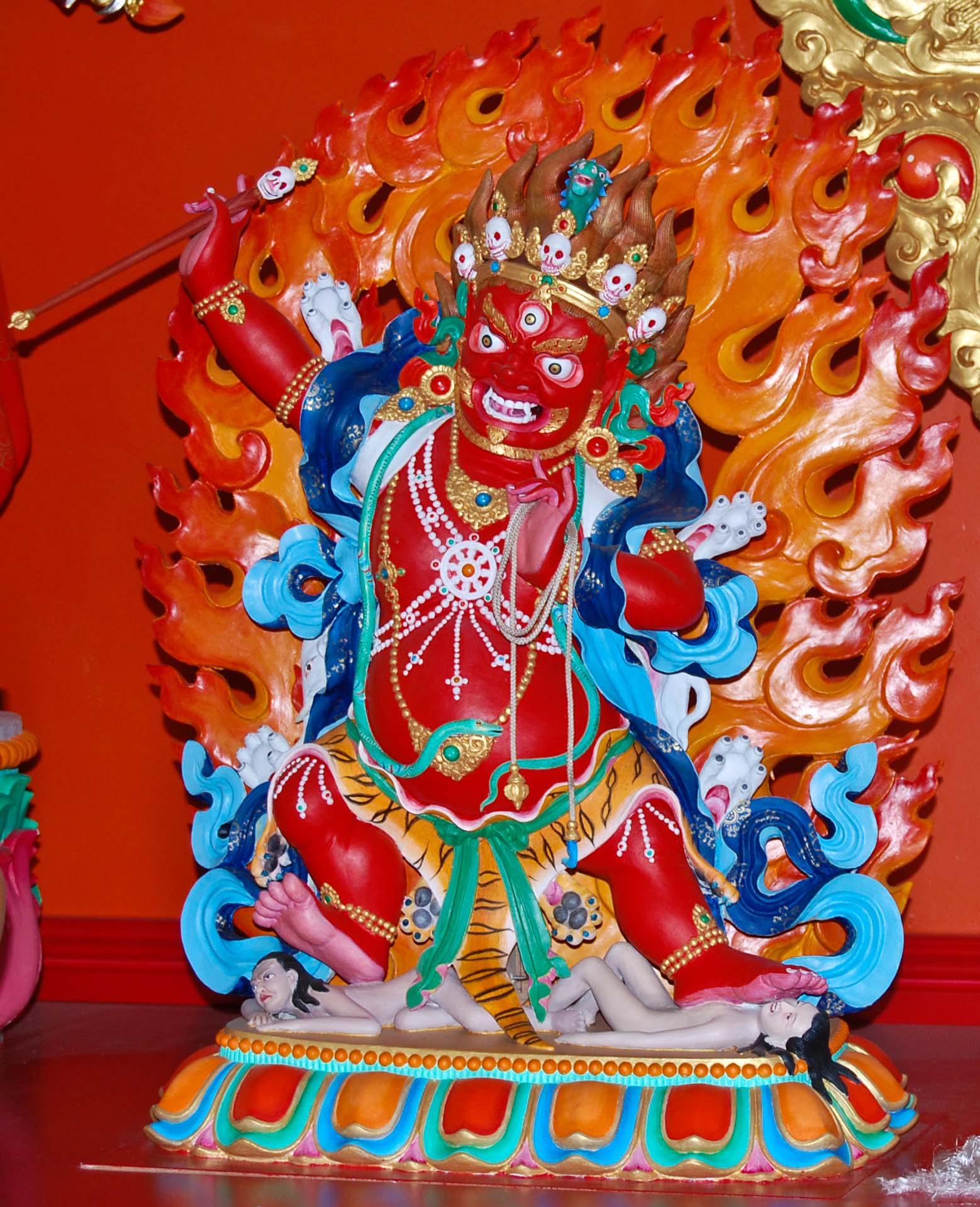
チベット密教：サムイェー寺の馬頭金剛像

チベット語ではタムディン（རྟ་མགྲིན་ rta mgrin）という。子供、特に幼児の健康を守ると信じられていて、セラ寺などでは子供連れの参詣をよく見かけ、大人と一緒に列に並んだ後、順番が来ると鼻に魔除けの黒墨を塗った幼児・子供たちは僧侶から直接に祝福を受ける。

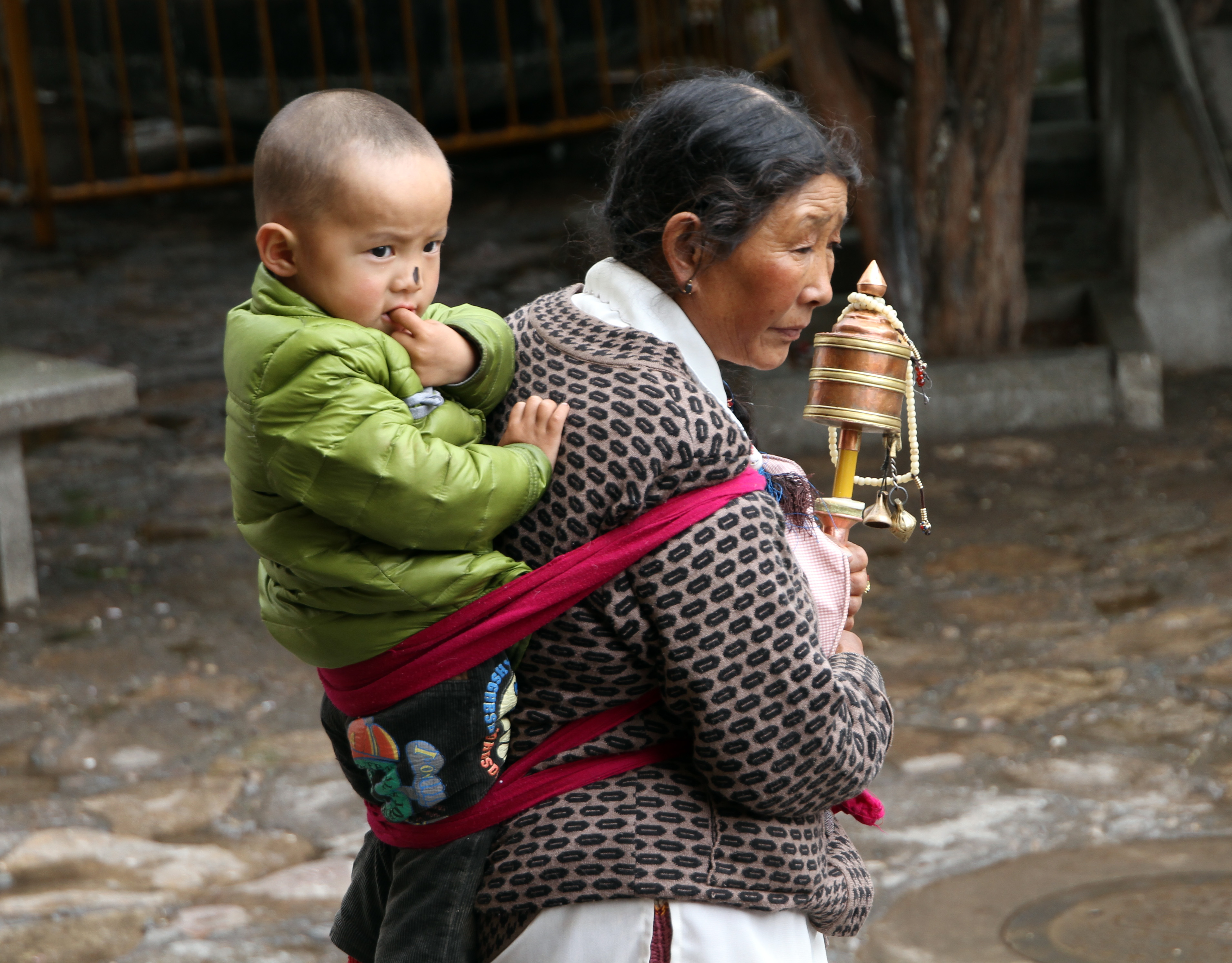
幼児連れでセラ寺へ参詣

### ニンマ派
チベット密教のニンマ派の『修法の八教説』ではペマ・スン（པད་མ་གསུང་ pad ma gsung、蓮華語）。

## 真言・三昧耶形・種子・手印
【真言】
- おん　あみりと　どはんば　うんはった　そわか[11]
- おん　あみりとどはば　うん　はった (天台宗系) [12]
- Oṃ amṛtodbhava hūṃ phaṭ [13]

【三昧耶形】
- 「白馬頭」。
- 「碧馬頭」[14]。
- 三角形の中の「棍棒」。

【種字】
- हूं  (ウーン、hūṃ）[11]または हं（カン、haṃ）[15][16]。

【印】
- 「馬頭観音印」[11]。

## 馬頭観音の石仏・石碑

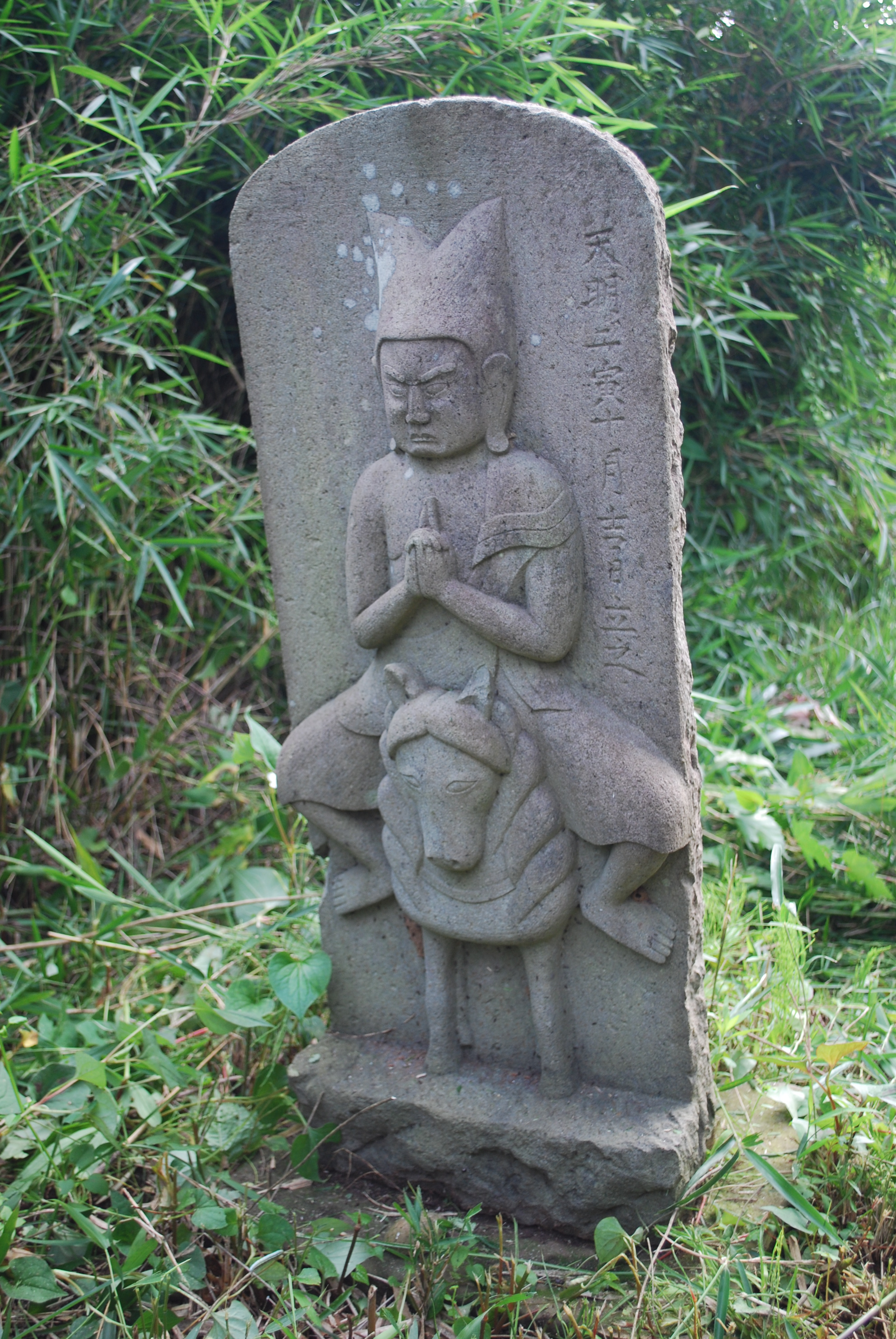
馬頭観音の石仏（千葉県）

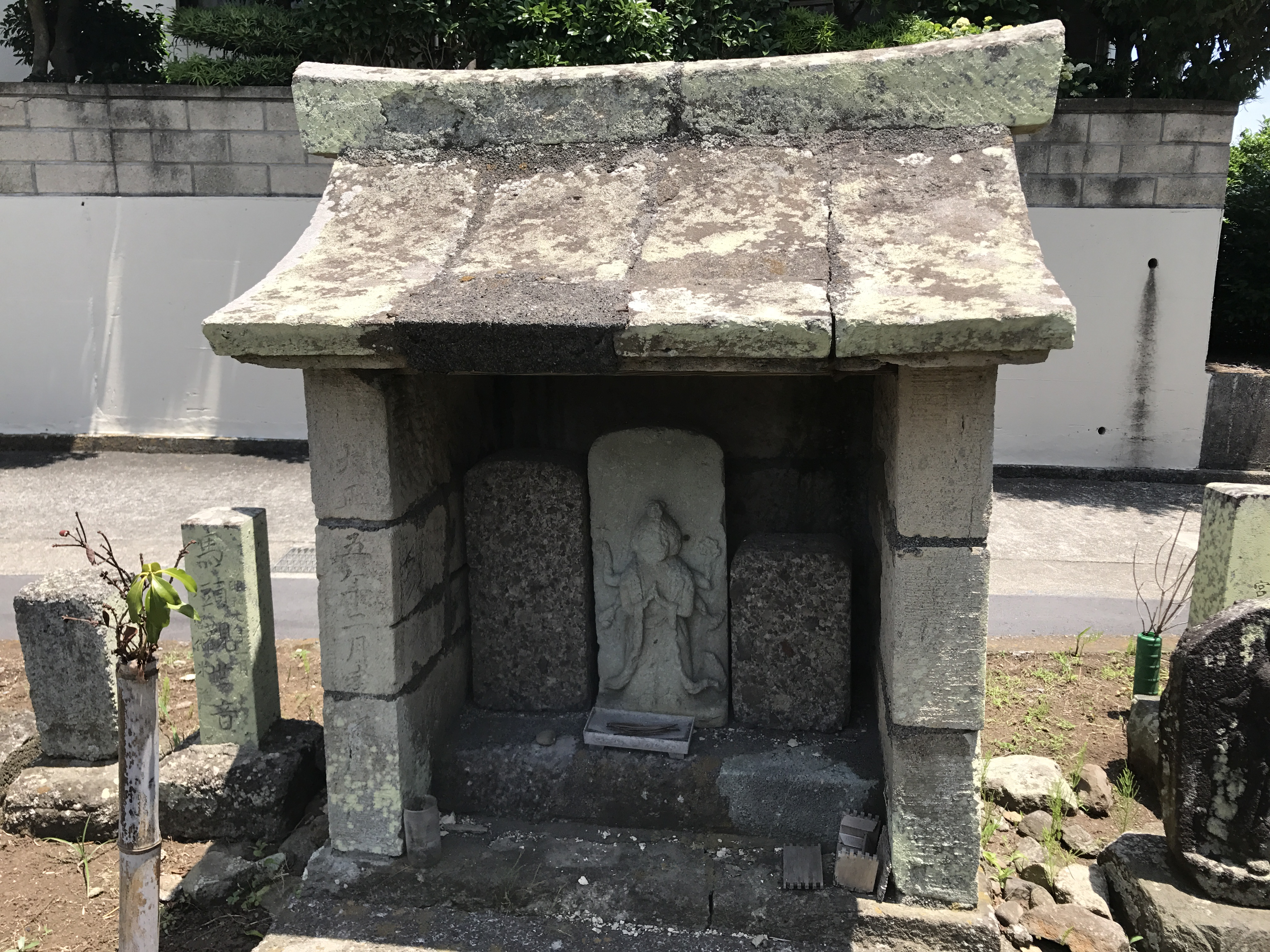
馬頭観音の祠（静岡県沼津市）

近世以降は国内の流通が活発化し、馬が移動や荷運びの手段として使われることが多くなった。これに伴い馬が急死した路傍や芝先（馬捨場）などに馬頭観音が多く祀られ、動物への供養塔としての意味合いが強くなっていった。特に、このような例は中馬街道などで見られる。なお、「馬頭観世音」の文字だけ彫られた石碑は、多くが愛馬への供養として祀られたものである。また、千葉県では馬に跨った馬頭観音像が多く見られる。
現代の日本においては競馬場の近くに祀られていて、レース中の怪我により予後不良と診断されて薬殺された馬や厩舎で亡くなった馬などの供養に用いられている場合もある。また、赤字等で廃止された地方競馬の競馬場では、旧敷地の片隅にあった馬頭観音が撤去されずに残され、かつての競馬場の存在を現在に伝える数少ない痕跡となっていることもある。

## 寺院
- 西明寺（栃木県：六観音） － 木造「馬頭観音立像」、鎌倉時代。
- 輪王寺（栃木県） - 木造「馬頭観音立像」、三面八臂、1565年。
- 行沢観音堂（群馬県） - 木造「馬頭観音立像」、三面六臂、鎌倉後期。
- 橋立堂（埼玉県） - 木造「馬頭観音坐像」、三面六臂、鎌倉時代、秩父三十四観音霊場・28番札所。
- 願定院（千葉県） - 木造「馬頭観音立像」、一面二臂、室町時代（1558年以前）。
- 蓮華堂（千葉県） - 紙本著色「馬頭観音像」、一面八臂、江戸時代。
- 浅草寺駒形堂（東京都） - 木造「馬頭観音立像」、三面六臂、17世紀。
- 豊財院（石川県） - 木造「馬頭観音立像」、三面六臂、11世紀後半。
- 中山寺（福井県） - 木造「馬頭観音坐像」、三面八臂、鎌倉時代。
- 馬居寺（福井県） - 木造「馬頭観音坐像」、三面八臂、12世紀。
- 東観音寺（愛知県） - 懸仏「馬頭観音坐像」、三面六臂、1271年、沙弥成仏作。
- 補陀寺（愛知県） - 木造「馬頭観音立像」、三面六臂、12世紀。
- 山門公民館（滋賀県） - 木造「馬頭観音坐像」、三面六臂、11世紀。
- 浄瑠璃寺（京都府） - 木造「馬頭観音立像」、三面八臂、1241年。
- 大報恩寺（京都府） - 木造「馬頭観音立像」（六観音）、三面六臂、1224年、肥後別当定慶作。
- 松尾寺（京都府） - 木造「馬頭観音坐像」、三面八臂、平安後期、西国三十三所・29番札所。
- 金剛寺（島根県） - 木造「馬頭観音坐像」、三面二臂、11世紀。
- 観世音寺（福岡県） - 木造「馬頭観音立像」、四面八臂、1126-1130年。
- 殿原寺（佐賀県） - 木造「馬頭観音立像」、三面八臂、12世紀。
- 長安寺（大分県） - 銅筥板「馬頭観音図」、三面八臂、12世紀。

## 美術館等
- ボストン美術館 - 絹本著色「馬頭観音図」、12世紀中頃。[18]
- ギメ美術館 - 絹本著色「蓮華部八尊曼荼羅」（敦煌画）、紙本「馬頭観音図」（敦煌画）。
- 奈良国立博物館 - 木造「馬頭観音坐像」、12世紀。
- 陝西省博物館（中国） - 白大理石製「馬頭観音坐像」、770年頃。
- 台北国立故宮博物院（台湾） - 『梵像圖』・「六臂観音」、1180年頃。
- 北京故宮博物院（中国） - 金銅「馬頭金剛立像」、明代。